# Monastère de la Présentation-du-Christ-au-Temple de Dučalovići
Le monastère de la Présentation-du-Christ-au-Temple de Dučalovići ou monastère de la Sainte-Rencontre (en serbe cyrillique : Манастир Стретење у Дучаловићима ; en serbe latin : Manastir Stretenje u Dučalovićima) est un monastère orthodoxe serbe situé à Dučalovići, dans la municipalité de Lučani et dans le district de Moravica, en Serbie. Il est inscrit sur la liste des monuments culturels de grande importance de la république de Serbie (identifiant no SK 384),,,.
Le monastère et sont église sont dédiés à la Présentation du Christ au Temple ; il abrite aujourd'hui une communauté de religieuses. Il fait partie des dix monastères de la gorge d'Ovčar-Kablar.

## Localisation

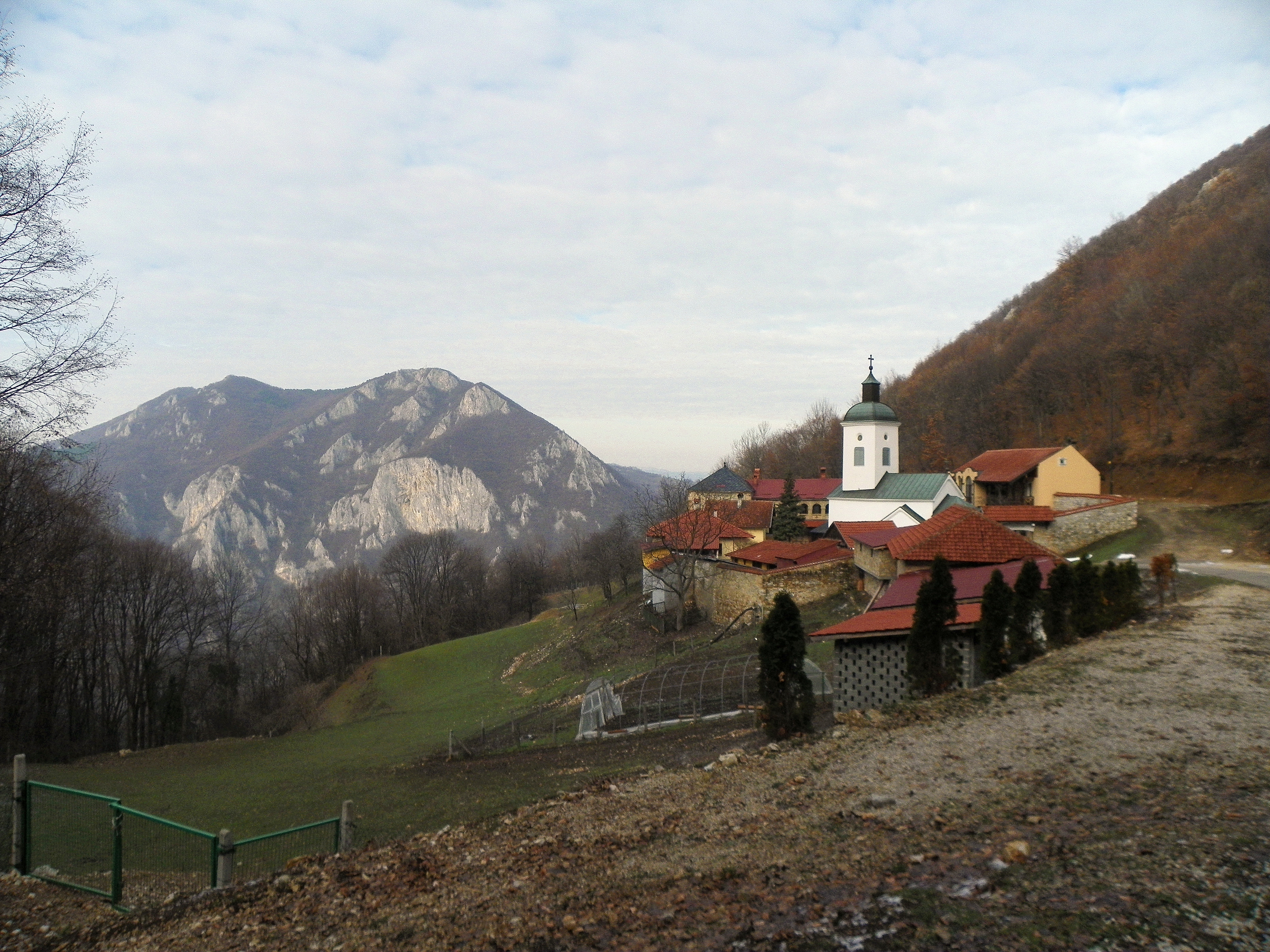
Vue d'ensemble du monastère.

Le monastère est situé au sommet du mont Ovčar, à 800 m d'altitude, près de la source du Koronjski potok.

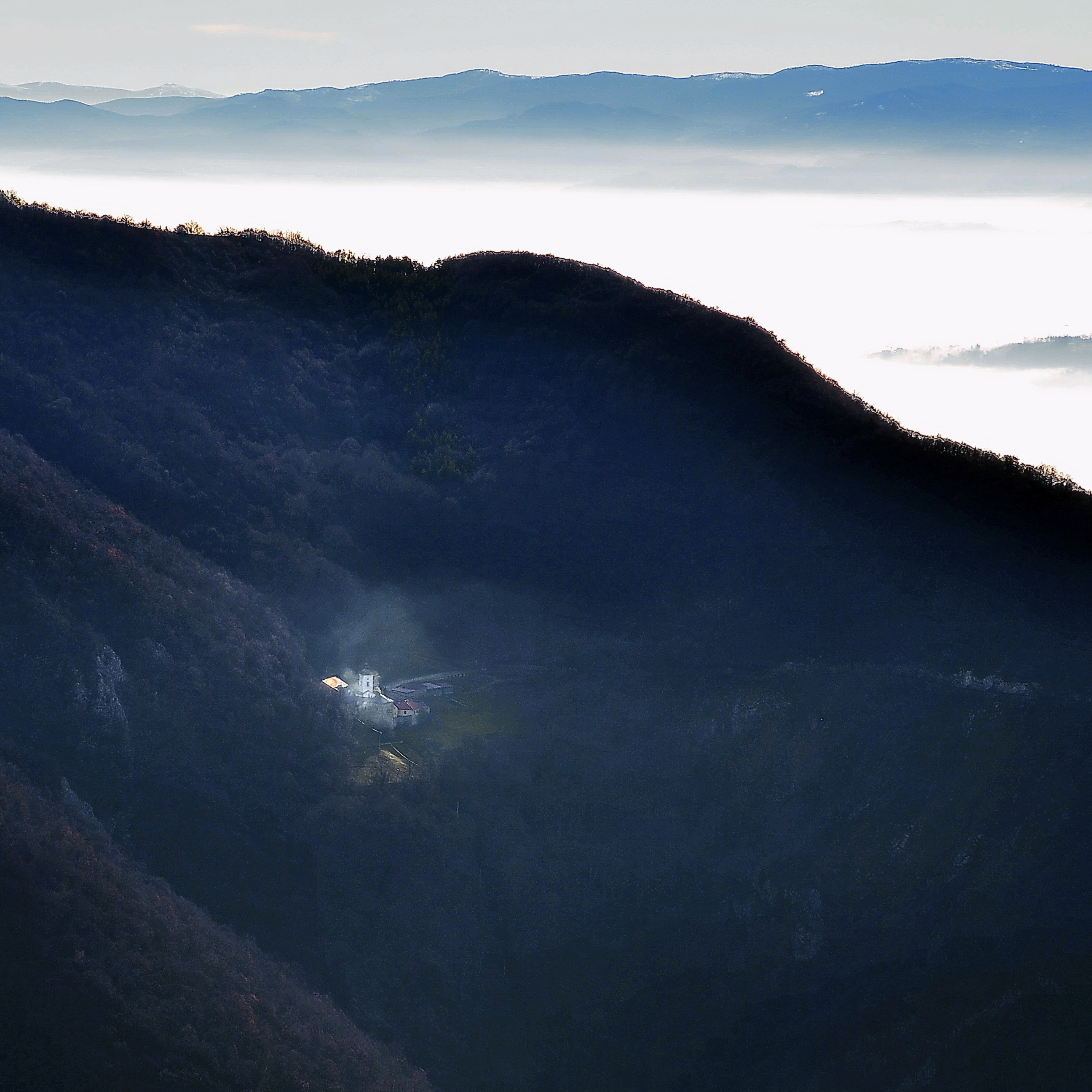
Le monastère vu depuis le mont Kablar.

## Histoire
Le monastère a été fondé au XVIe siècle mais il est mentionné pour la première fois en 1623 puis il a été détruit au moment de la Grande migration des Serbes de 1690 conduite par le patriarche Arsenije III Crnojević. Il a subi d'importantes réfections et reconstructions en 1818 grâce au moine Nikifor Maksimović (Nićifor Maksimović ; en français : Nicéphore) qui, par la suite, est devenu évêque d'Užice ; Nikifor a été enterré au monastère en 1853 en tant que grand restaurateur et refondateur du monastère.

## Église

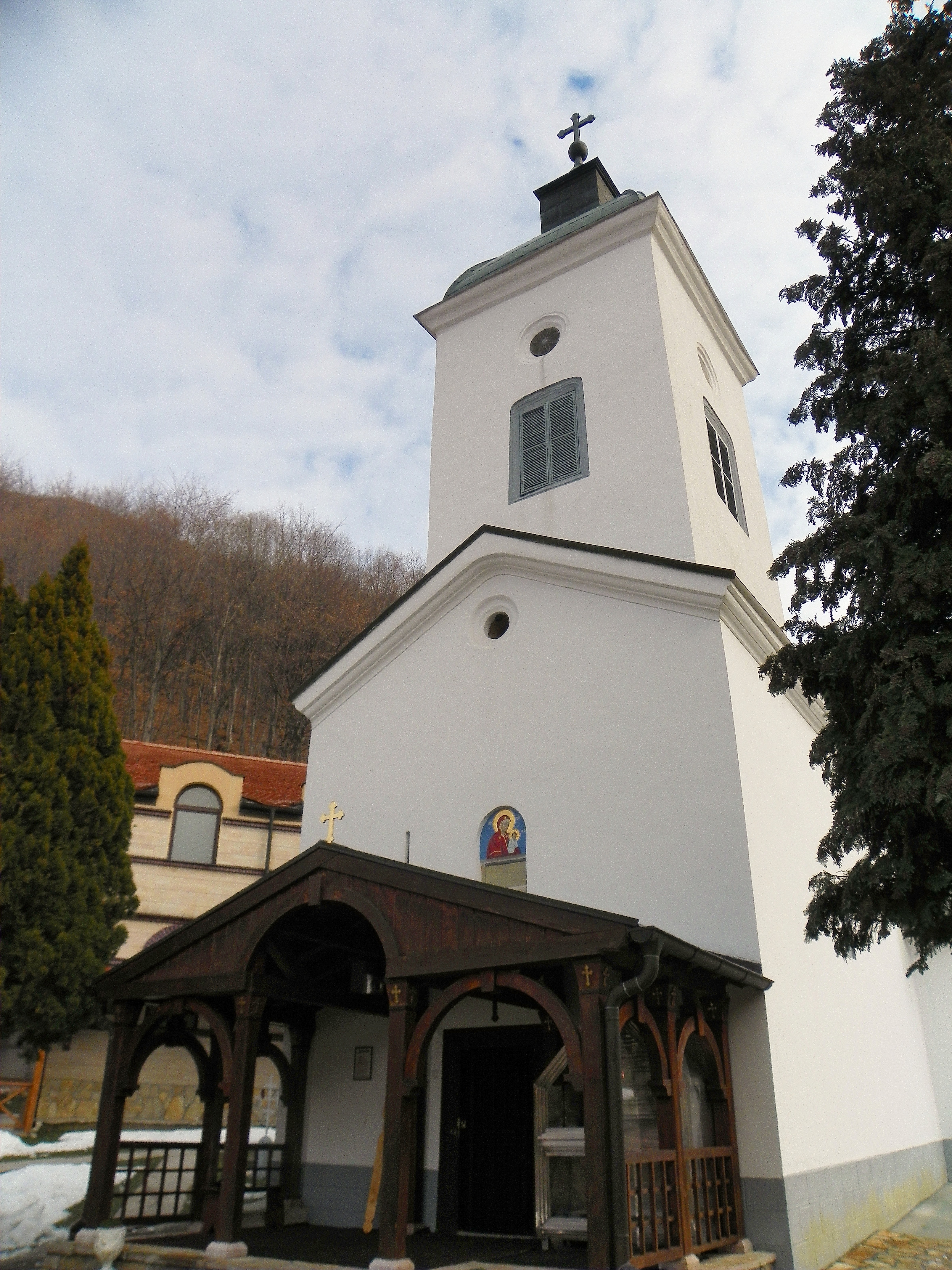
La façade de l'église.

L'église est constituée d'une nef unique prolongée par une abside profonde qui, à l'extérieur, est pentagonale avec des chapelles latérales peu profondes ; la nef est précédée par un narthex presque carré au-dessus duquel s'élève une tour-clocher. L'église est dotée d'une voûte en berceau, avec une couple au-dessus du narthex. La décoration de la façade se réduit à un socle en pierre et à une corniche légèrement profilée.
Les parties basses de la nef, l'abside de l'autel et la cloison en maçonnerie de l'autel, ainsi que la rosace de la chaire en marbre en forme d'étoile à six branches, bordée de feuilles de lierre en forme de cœur, datent de l'église du XVIe siècle. Les fresques de la nef, l'espace de l'autel et la cloison en maçonnerie de l'autel datent de 1844 et sont l'œuvre du peintre Živko Pavlović de Požarevac ; le peintre Nikola Janković a réalisé le décor peint du narthex.
Dans du monastère se trouvent des fonts baptismaux du XVIIe siècle et une collection de manuscrits.
Des travaux de préservation et de restauration sur l'architecture et les fresques ont été réalisés en 1988.

Fresques dans l'église du monastère.
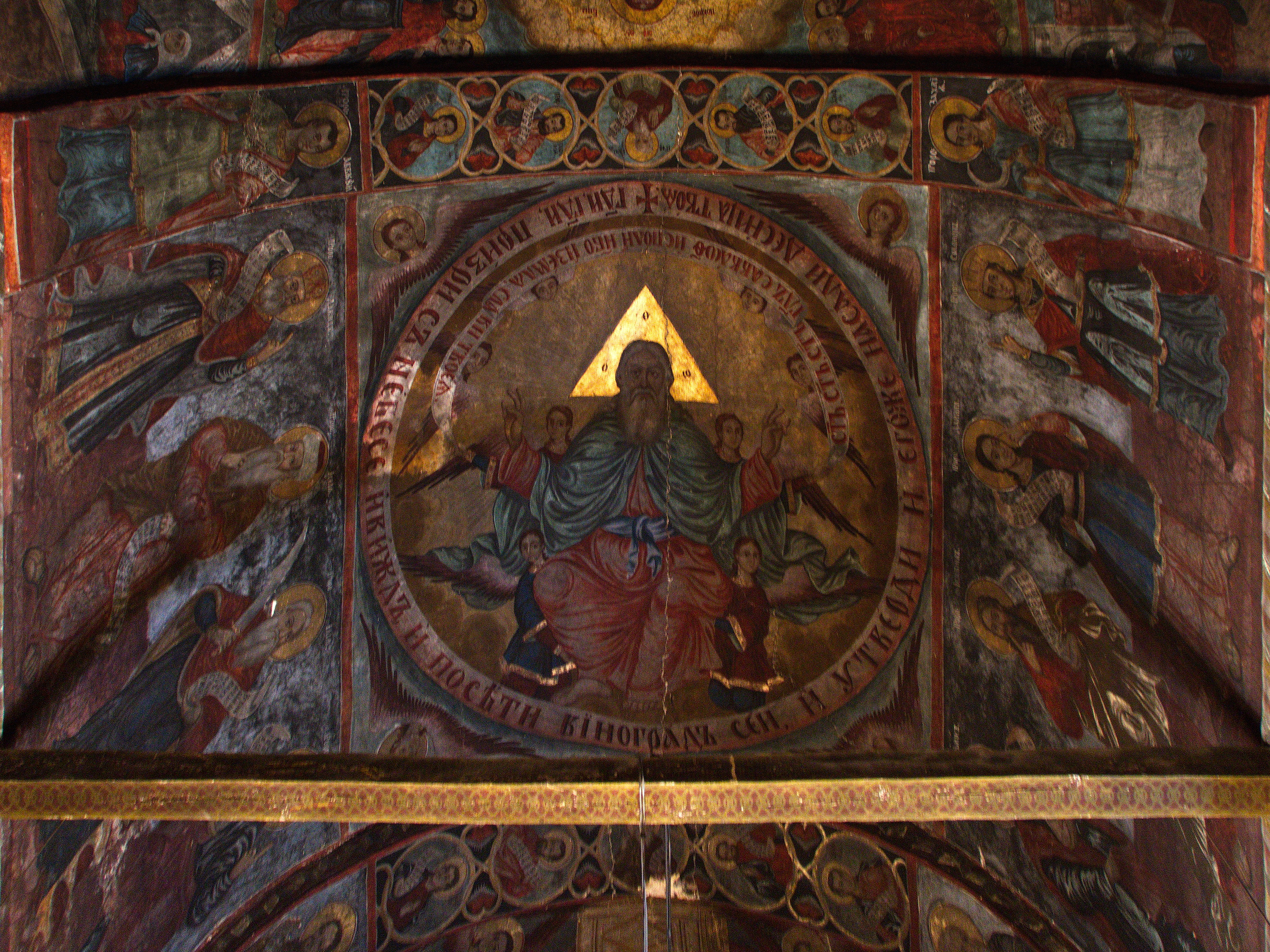
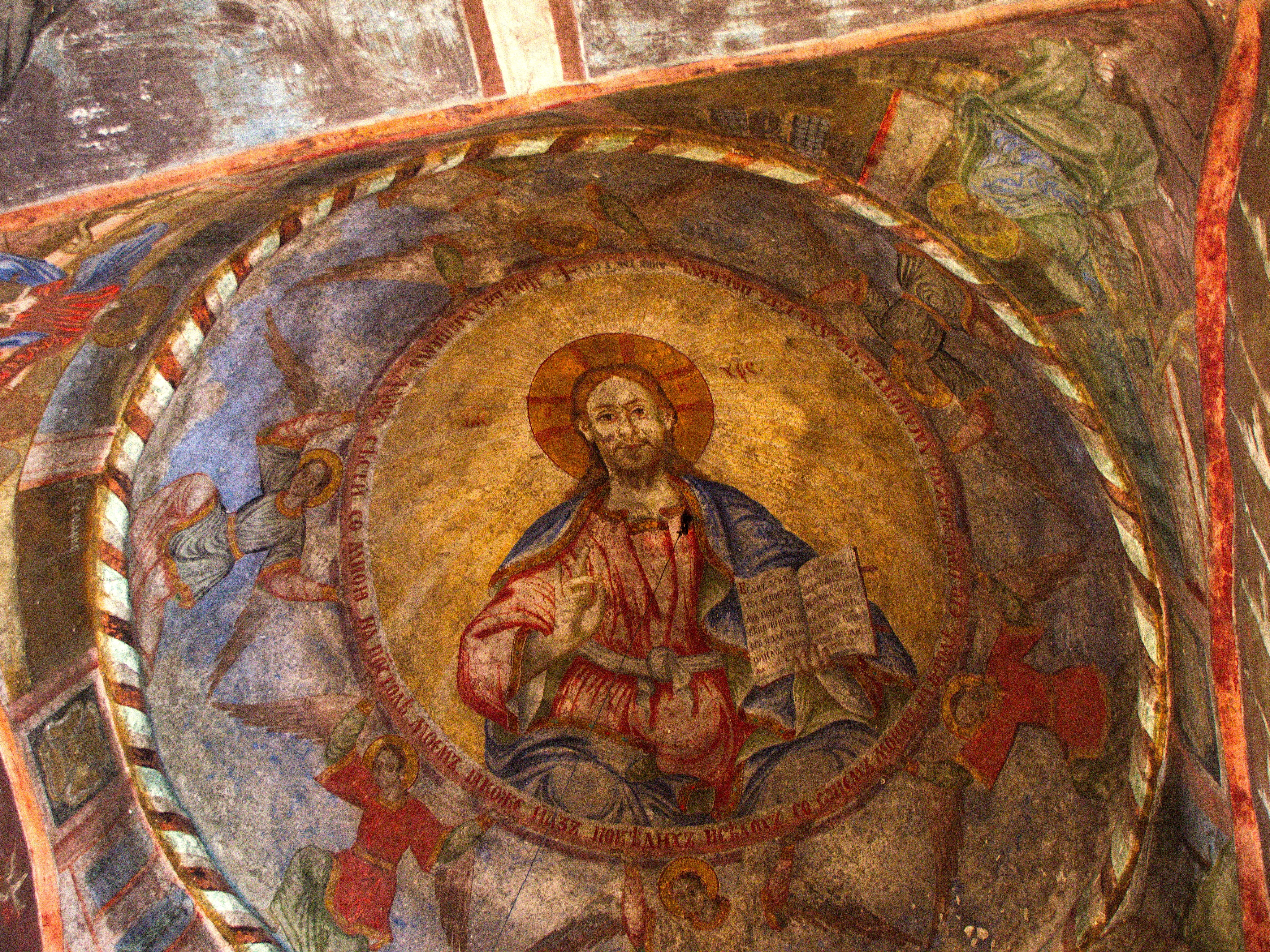
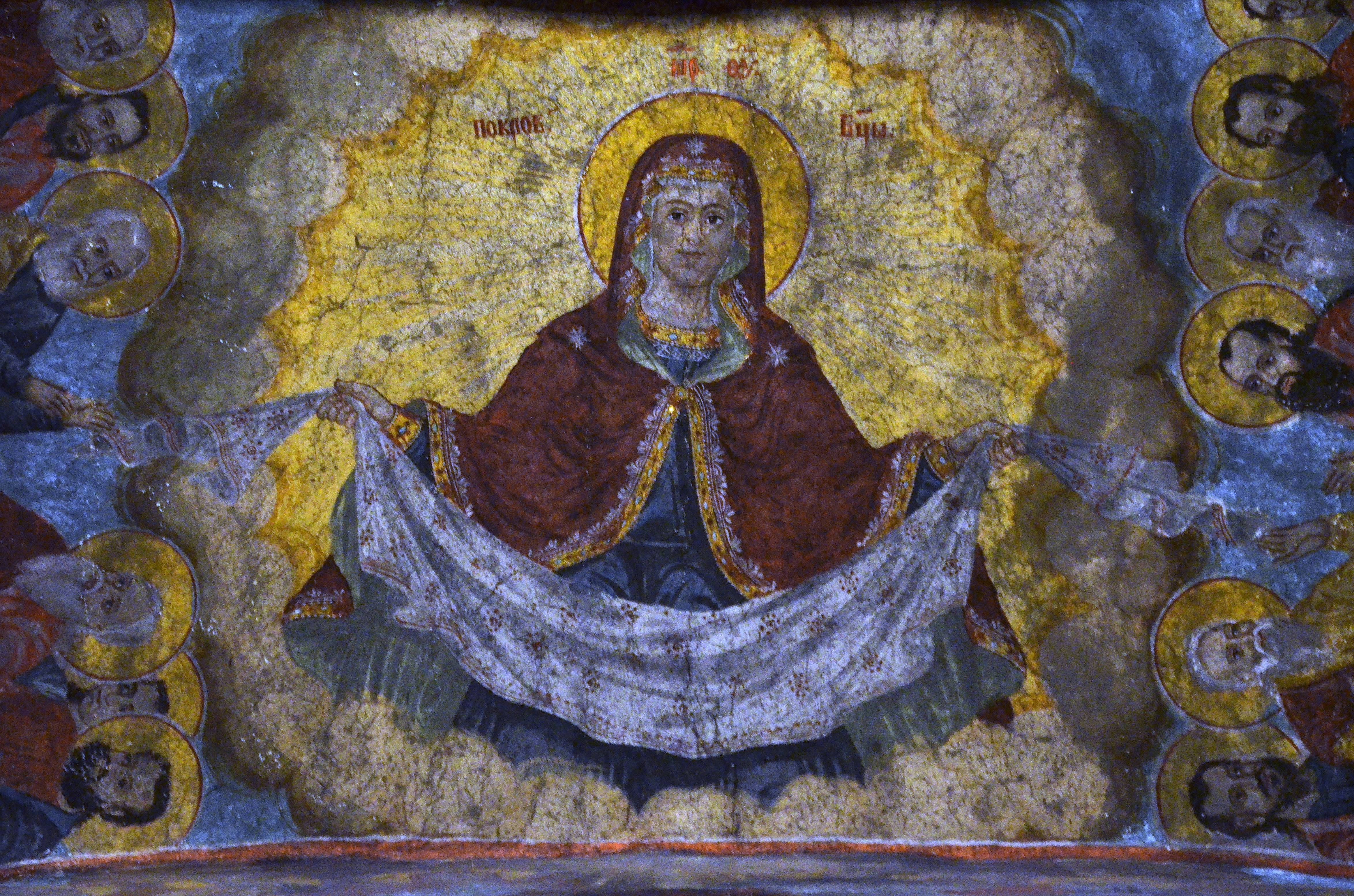
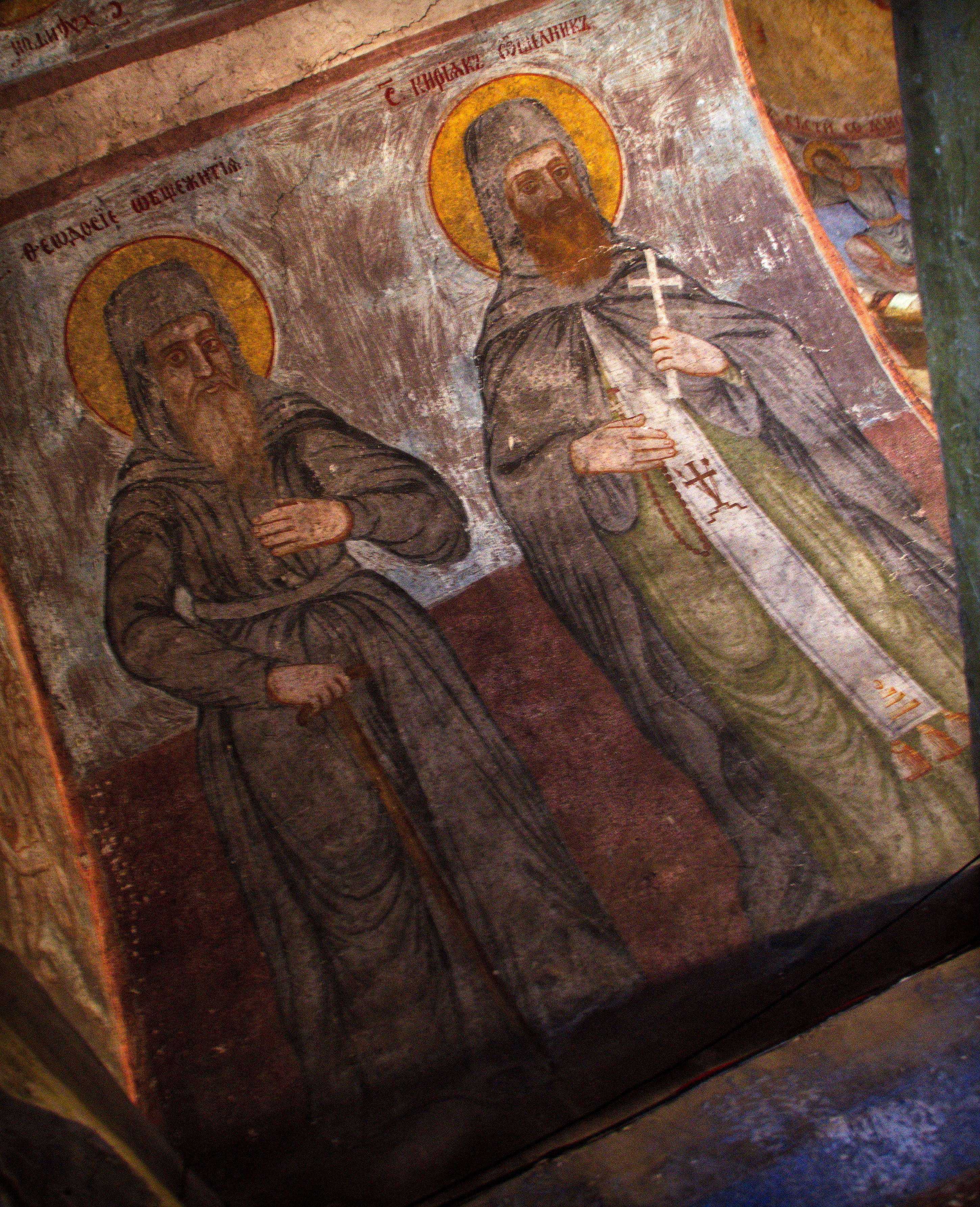
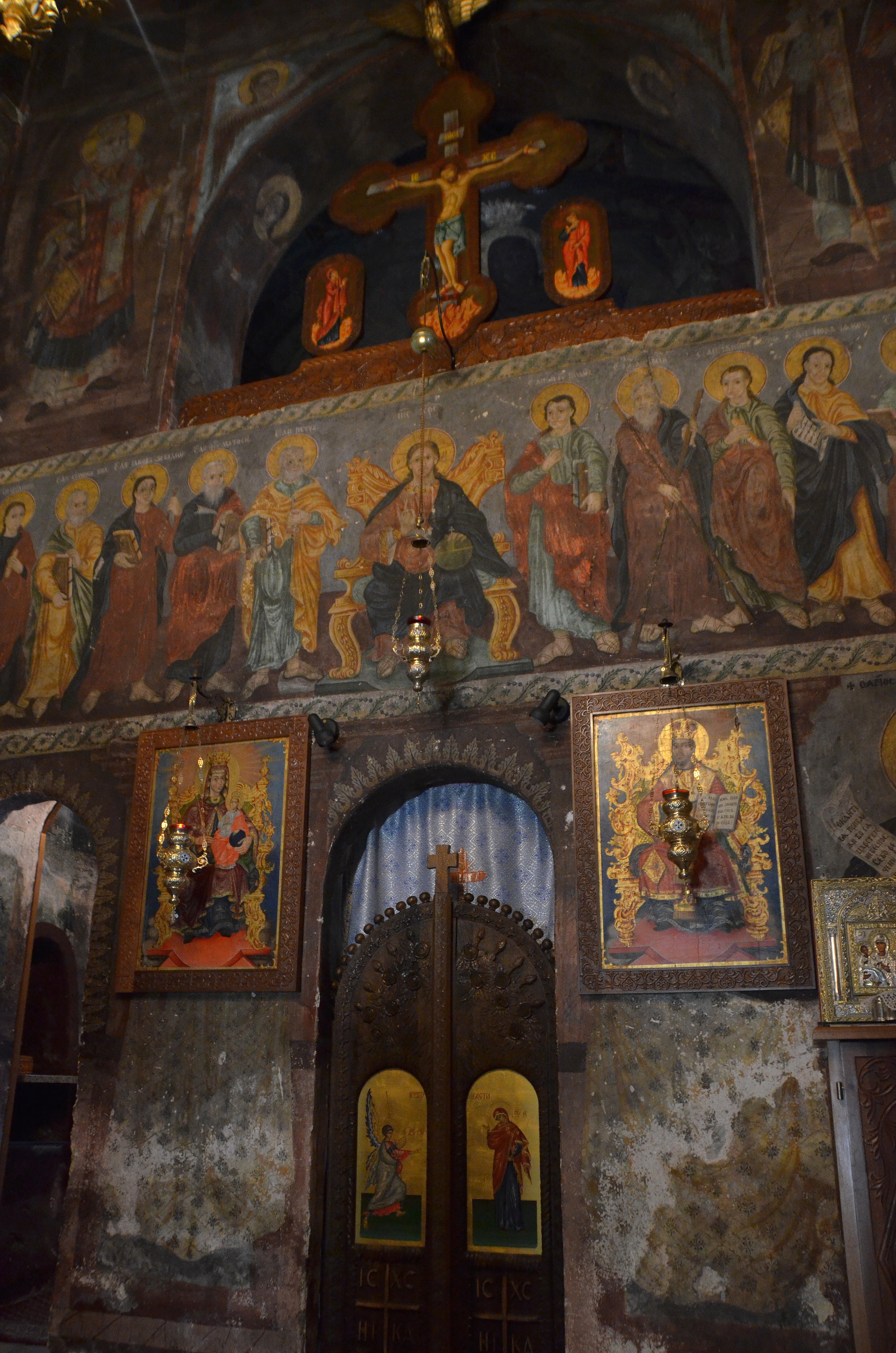

## Monastère et dépendances
L'ensemble monastique est entouré d'un mur datant 1845. La plupart des konaks, ainsi que la propriété avec un vignoble à Pakovraće remontent à l'époque de l'évêque Nikifor.

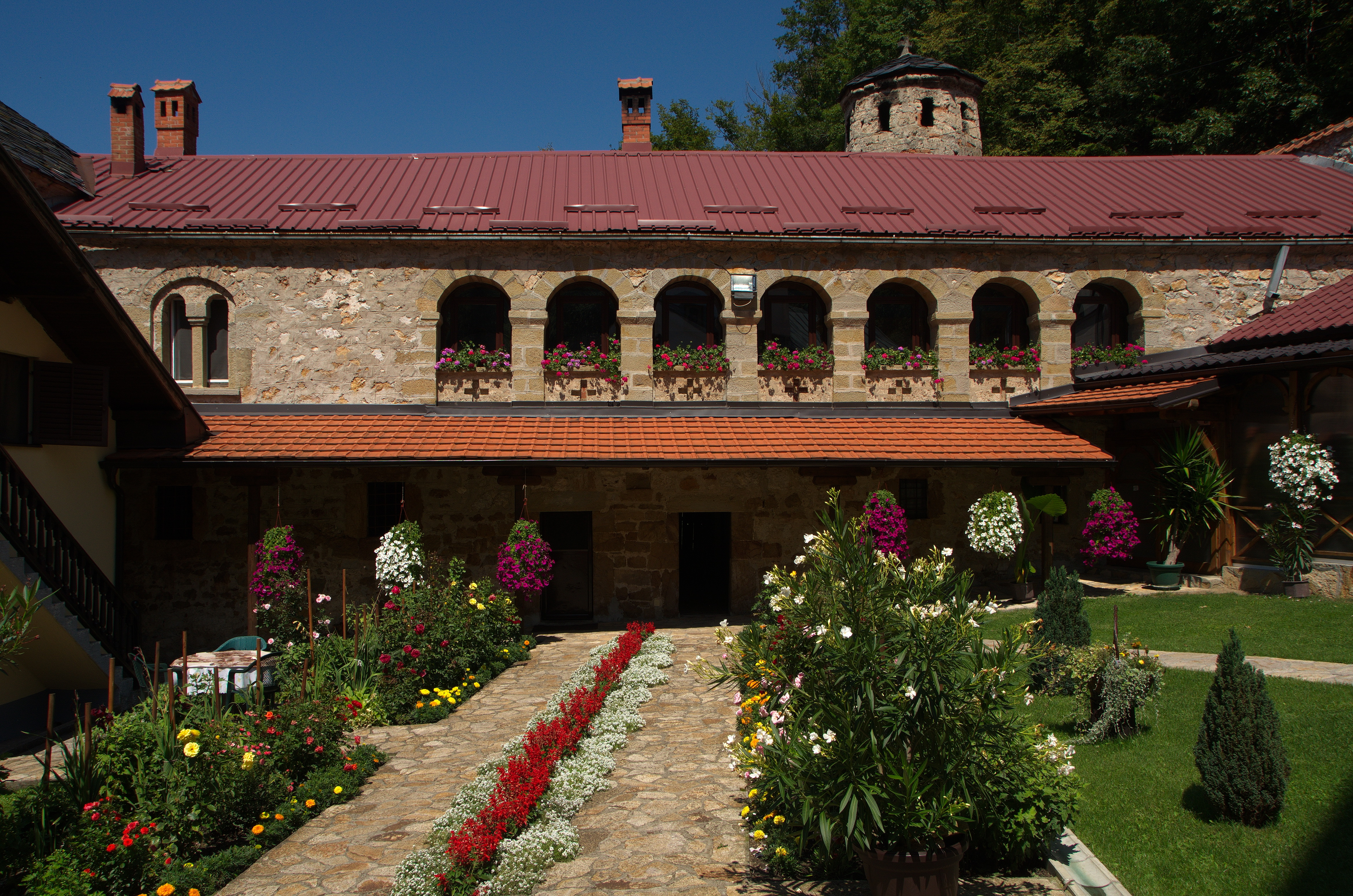
Les konaks du monastère.